# Katarina Hård
Katarina Hård, född 16 december 1954 i Radom, Polen, är en svensk bildkonstnär.

## Biografi
Hård föddes 1954 i Radom. Vid sju års ålder flyttade hennes familj till Krakow, där hon även tog studentexamen. Mellan 1973 och 1977 studerade hon vid konstakademien i Krakow. 1977 flyttade hon till Sverige tillsammans med sin mor. Efter att inledningsvis ha arbetat inom hemtjänsten började hon snart arbeta vid olika gallerier, och hon började också undervisa inom olika studieförbund. Det var vid en av dessa gallerier hon träffade Ronny Hård, som hon gifte sig med 1988.
Hårds genombrott som konstnär kom 1992, genom en utställning vid Lilla konstsalongen i Malmö, som fick positiva recensioner i pressen. 1996 mottog hon Aase och Rickard Björklunds stora stipendium på 125 000 kronor från Malmö konstmuseum. Vid en utställning i Ekerum på Öland sålde hon personligen ett konstverk till kung Carl XVI Gustafs privata samling.
Tillsammans med sin make bor hon i Nordanå i Staffanstorps kommun. Båda har mottagit stipendier av kommunen, och hon har ställt ut i Staffanstorps konsthall.

## Representerad (urval)[1]
- H. M. Konungens Privatsamling
- Statens Konstråd
- Kalmar, Hudiksvall, Eslöv, Lomma, Höör, Staffanstorp, Örnsköldsviks kommuner
- Chrzanow Museum, Polen
- Judiska Museet, Krakow, Polen
- Ystads Konstmuseum

## Stipendier[1]
- Aase och Richard Björklund, Malmö Museum 1986, 96
- Hudiksvalls kommun 1989
- Statens bildkonstnärsfond 1990
- Grundsunda stipendium 1991
- Landskrona Teckningstriennal 1992
- Malmö konststudio 1994
- Staffanstorps kommun Kulturpris 1998
- Lions Kulturpris, Staffanstorp 2004.